# Elisabeth Versluys
Elizabeth Catharina Versluijs (Rotterdam, 27 december 1923 – Amsterdam, 18 november 2011), bekend als Elisabeth Versluys, was een Nederlands actrice. Ze werkte in het theater, was te zien op televisie en in films en werkte mee aan hoorspelen.

## Levensloop
Elisabeth Versluys was een dochter van Leunis David Versluijs en de actrice Stine Lerou. Ze doorliep in Rotterdam het gymnasium en volgde in de jaren 1943-1946 de toneelschool in Amsterdam.   In het seizoen 1946/1947 debuteerde ze bij Comedia in De hemel komt later wel van Harry Segal. Ze werkte de jaren erna afwisselend voor Comedia en het Rotterdams Toneel. In 1948 trouwde ze met de acteur en toneelregisseur Joan Remmelts, die destijds eveneens aan het Rotterdams Toneel was verbonden., met wie ze twee zonen kreeg. 
Vanaf het midden van de jaren vijftig was Versluys veelvuldig te zien op televisie, onder andere in de series Maigret, De fabriek en als Tante Tip in Oppassen!!!. Haar laatste grote rol op televisie was in Toen was geluk heel gewoon. Ze speelde daarin de rol van Lea van Vliet, de moeder van Nel Kooiman (Joke Bruijs) en schoonmoeder van Jaap Kooiman (Gerard Cox) die zijn schoonmoeder vaak Eucalypta noemde.
Versluys overleed in november 2011 op 87-jarige leeftijd na een kort ziekbed en werd begraven op Zorgvlied in Amsterdam.

## Filmografie

### Film
- Twee vorstinnen en een vorst (film) (1981)
- Grijpstra & De Gier - verpleegster (1979)
- Doodzonde (1978)
- Kapsalon (1972)
- De Blanke Slaaf (1969)
- Bezeten - Het gat in de muur (1969)
- Amsterdam Affaire (1968)
- Nacht op Zee (televisiespel) (1961)

### Televisieseries
- Maigret en de inbrekersvrouw - als inbrekersvrouw, met acteur Leo Thonhauser als de inbreker (1964)
- Oorlogswinter (televisieserie) - als Mevrouw Knopper (1975)
- Kunt u mij de weg naar Hamelen vertellen, mijnheer? - Trol Mutte (seizoen 3), Brechtje de Wijn en Wenzela de IJsheks (seizoen 5)
- De Fabriek - Mevrouw Voors
- Medisch Centrum West - Agnes van der Voort (1988-1989)
- Zonder Ernst - Vera Polman (1992-1995)
- Toen was geluk heel gewoon - Lea van Vliet (1994-2005 • 2007-2009)
- Oppassen!!! - Dorothea Tante Tip Buys (1993-2001)
- Het Zonnetje in Huis - Mathilde Dijkman (Moeder Catharina) (1996)
- Baantjer: De Cock en de geslepen moord - Isabel van Lookeren (1999)
- Kees & Co - Tante Cor (2000-2001)

### Hoorspel
- Het tuinfeest
- De leugen
- Een kerstboom staat overal
- Epeios, de timmerman
- Alleen maar nieuwsgierig
- Het leven is een mysterie
- Wolf in schaapskleed
- Ongeval met dodelijke afloop
- Schaduwen van de geest
- Ik huurde deze kamer

### Toneel
- Gigi (Rotterdams Toneel, 1953)
- 'n Moordstuk - Mevrouw de Leeuw (1985)

- Gemeinsame Normdatei: 1100741003
- Virtual International Authority File: 54146461416927730369
- WorldCat: E39PBJth3dFBWJ8Yv4DMkmvPwC